# Korps Oder
Das Generalkommando Korps Oder war ein Großverband des Heeres der deutschen Wehrmacht im Zweiten Weltkrieg. Der Namensgeber für das Korps war hierbei der Fluss Oder. 

## Geschichte
Das Korps Oder wurde im Rahmen der Heeresgruppe Weichsel im Februar 1945 an der unteren Oderfront gebildet und im Verband der 3. Panzerarmee eingesetzt. Kommandierender General des Korps war der SS-Obergruppenführer und General der Polizei und Waffen-SS Erich von dem Bach-Zelewski. Während der Schlacht an der Oder waren unterstellt:
- 610. Infanterie-Division (Oberst Fullriede) südlich von Stettin bei Kurow
- Kampfgruppe Oberst Wellmann nördlich von Pargow bis südlich Gartz
- Infanterie-Brigade Klossek, als Reserve bei Hohenleihe

Während der Stettin-Rostocker Operation gelang der 2. Weißrussischen Front am 20. April 1945 der Übergang über die Oder bei Gartz. Das geschlagene Generalkommando des Korps Oder wurde Ende April aufgelöst, der Befehlsbereich ging an das aus Ostpreußen herangeführte XXVII. Armeekorps unter General der Infanterie Walter Hörnlein über.